# Háifoss
De Háifoss (hoge waterval) is met zijn 122 meter hoogte een van de hoogste watervallen van IJsland (de hoogste is de Glymur). Hij ligt in de buurt van de vulkaan de Hekla in het zuiden van IJsland. De rivier Fossá komt uiteindelijk in de machtige Þjórsá uit, een van de grootste doch onbevaarbare gletsjerrivieren van IJsland. Vlak naast de Háifoss valt de 100 meter hoge Granni naar beneden.
Vlakbij is de historische boerderij Stöng, die tijdens een eruptie van de Hekla onder een aslaag werd bedolven en verwoest, gereconstrueerd. Vanaf hier is het mogelijk om naar de waterval te lopen, een tocht van 5 tot 6 uur.

## Foto
- Foto
- Foto2

- Virtual International Authority File: 1978152139976611100008